# Campsicnemus plautinus
Campsicnemus plautinus är en tvåvingeart som beskrevs av Adachi 1953. Campsicnemus plautinus ingår i släktet Campsicnemus och familjen styltflugor. Inga underarter finns listade i Catalogue of Life.